# Vito Piccinonna

Bischofswappen von Vito Piccinonna

Vito Piccinonna (* 1. Juni 1977 in Palombaio (Gemeinde Bitonto), Provinz Bari) ist ein italienischer römisch-katholischer Geistlicher und Bischof von Rieti.

## Leben
Vito Piccinonna besuchte das Istituto Magistrale „Fiore“ in Terlizzi. Anschließend studierte er Philosophie und Katholische Theologie am Pontificio Seminario Regionale Pugliese „Pio XI“ und am Istituto Regina Apuliae in Molfetta. Nach weiterführenden Studien erwarb er dort ein Lizenziat im Fach Dogmatik. Piccinonna wurde durch den Erzbischof von Bari-Bitonto, Francesco Cacucci, am 14. September 2001 in der Kathedrale von Bari zum Diakon geweiht und empfing am 3. September 2002 in der Kirche Maria Satissima Immacolata in Palombaio das Sakrament der Priesterweihe.
Piccinonna war zunächst als Pfarrvikar der Pfarrei Maria Santissima Annunziata in Modugno tätig, bevor er 2005 Spiritual am Priesterseminar des Erzbistums Bari-Bitonto wurde. Von 2005 bis 2006 unterrichtete er zusätzlich am Istituto Tecnico „Calamandrei“ in Carbonara di Bari. Zudem fungierte er von 2005 bis 2011 als Diözesanassistent der Jugendabteilung der Katholischen Aktion und von 2008 bis 2013 als deren nationaler Kirchlicher Assistent. Von 2013 bis 2022 war Vito Piccinonna Diözesancaritasdirektor des Erzbistums Bari-Bitonto und Verantwortlicher für die Berufungsgruppe Se Vuoi. Ab 2015 wirkte er zusätzlich als Pfarrer der Pfarrei Santi Medici Cosma e Damiano in Bitonto und als Rektor der gleichnamigen Wallfahrtskirche. Ferner war er Präsident der Stiftung Opera Santi Medici Cosma e Damiano und Spiritual der therapeutischen Gemeinschaft Lorusso Cipparoli. Im September 2022 wurde Piccinonna zudem Bischofsvikar für die Caritas. Darüber hinaus gehörte er dem Priesterrat und dem Diözesanpastoralrat des Erzbistums Bari-Bitonto an.
Am 18. November 2022 ernannte ihn Papst Franziskus zum Bischof von Rieti. Der Erzbischof von Bari-Bitonto, Giuseppe Satriano, spendete ihm am 21. Januar 2023 in der Kathedrale von Rieti die Bischofsweihe; Mitkonsekratoren waren der Bischof von Verona, Domenico Pompili, und der Erzbischof von Neapel, Domenico Battaglia. Sein Wahlspruch Gaudium et spes („Freude und Hoffnung“) entstammt den Anfangsworten der gleichnamigen Pastoralkonstitution des Zweiten Vatikanischen Konzils.

## Schriften
- Chiara Finocchietti, Marco Iasevoli, Vito Piccinonna: E ci credo! Storie giovani di vita e di fede oggi. Editrice ave, Rom 2010, ISBN 978-88-8284-603-9.
- Felice domenica! La parola su facebook. Anno C. Ed. insieme, Terlizzi 2016, ISBN 978-88-7602-258-6.
- Vito Piccinonna, Marcello Diego Lograno: Il balsamo della carità. L’unguento dei Santi Medici Cosma e Damiano. Fondazione Opera Santi Medici Cosma e Damiano, Bitonto 2019, ISBN 978-88-7602-317-0.
- Vito Piccinonna (Hrsg.): I santi medici Cosma e Damiano. Shalom, Camerata Picena 2019, ISBN 978-88-8404-627-7.
- Santa domenica! La parola su facebook. Anno B. Ed. insieme, Terlizzi 2020, ISBN 978-88-7602-347-7.
- Buona domenica! La parola su facebook. Anno A. Ed. insieme, Terlizzi 2022, ISBN 978-88-7602-374-3.